# René Panhard
René Panhard, właśc. Louis François René Panhard (ur. 27 maja 1841 w Paryżu, zm. 16 lipca 1908 w Bourboule) – francuski konstruktor i producent samochodów oraz kierowca wyścigowy, jeden z pionierów motoryzacji oraz sportu samochodowego.